# 3090 Tjossem
3090 Tjossem (1982 AN) là một tiểu hành tinh vành đai chính được phát hiện ngày 4 tháng 1 năm 1982 bởi J. Gibson ở Palomar.